# アプフェルシュトゥルーデル

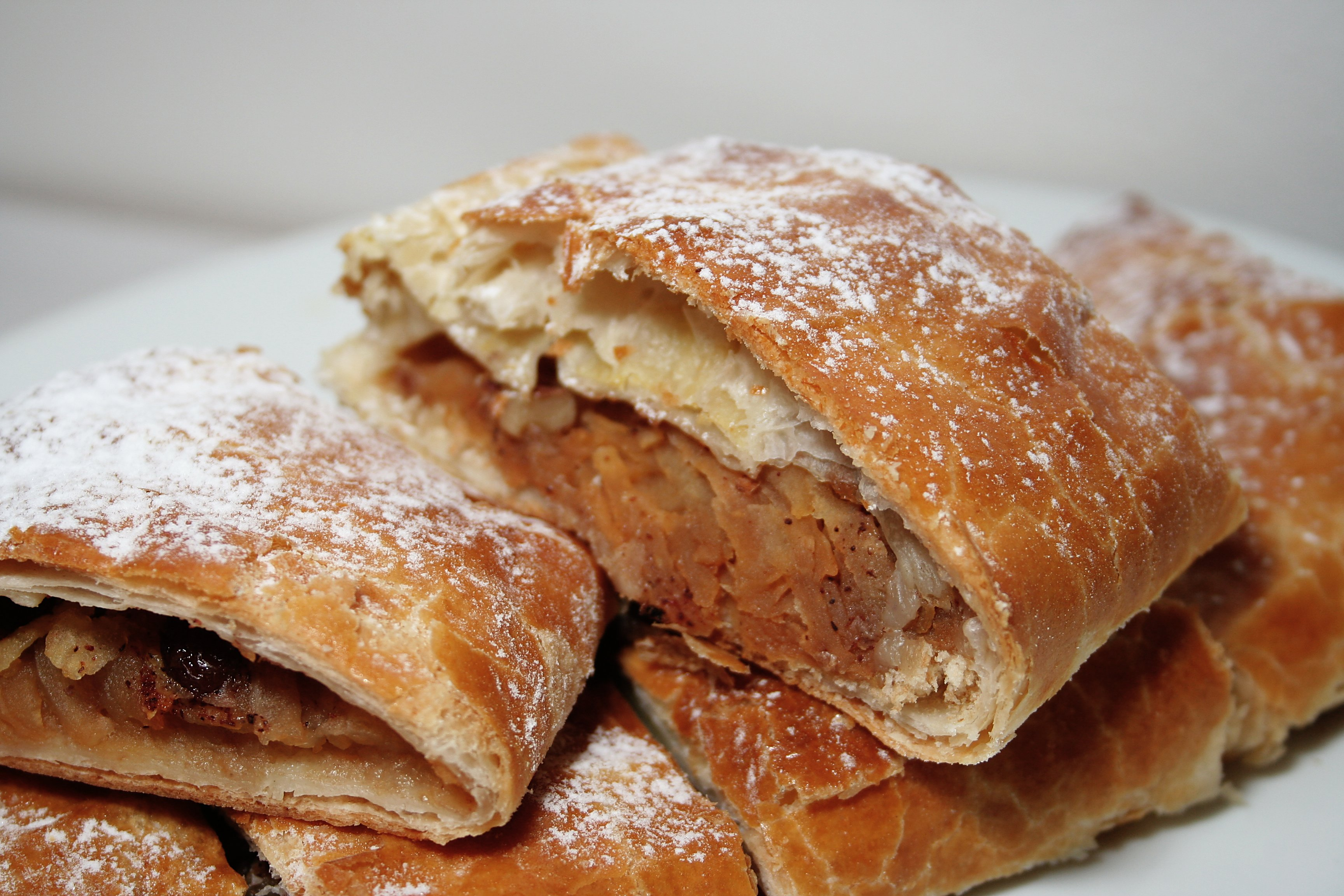
アプフェルシュトゥルーデル

アプフェルシュトゥルーデル（独: Apfelstrudel）は、オーストリアおよびドイツの菓子。調理したリンゴをシュトゥルーデル生地で巻いた菓子。別名はアップルシュトゥルーデル（英: apple strudel）。

## 概要
オーストリアの伝統菓子として知られる。15世紀頃にアラビア半島から伝わったトルコの菓子バクラヴァのような菓子が原型であると考えられている。
アプフェルシュトゥルーデルを作るときには、下に新聞紙を置いて読めるくらいまで薄く伸ばした生地でリンゴを包むのが望ましいとされている。シュトゥルーデルを薄くのばすために生地にサラダ油を混ぜる、シュトゥルーデル生地をよくたたきつけてグルテンを生成させる、シュトゥルーデル生地をのばす前に休ませる、の3点が重要である。また、生地に溶かしバターを塗りながら具材を巻くと、折り込みパイのような食感が得られる。
皿に盛りつけられたアプフェルシュトゥルーデルには粉砂糖やホイップクリーム、バニラソース、バニラアイスクリームを添える。